# Techniques du relief égyptien
Il existait plusieurs techniques de relief employées par les Égyptiens de l'Antiquité. Le relief peint était très largement répandu.

## Les bas-reliefs

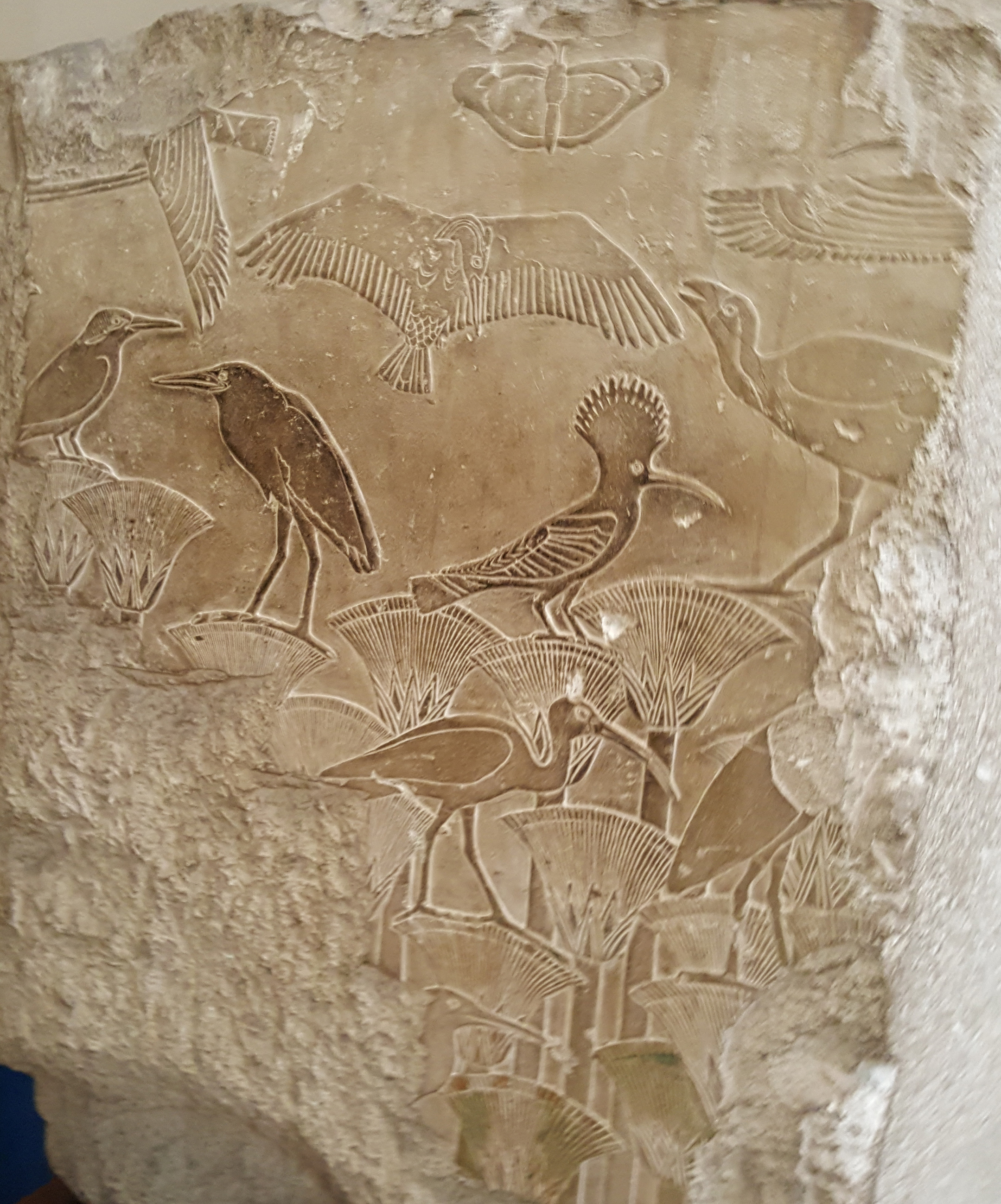
Bas-reliefs aux oiseaux des marais du Delta. Règne d'Ouserkaf,

Dans les bas-reliefs, la partie sculptée se détache légèrement du fond. Pour cela, on enlève de la matière, sauf dans les parties constituant les motifs. Cette technique est tellement courante qu'on associe souvent (à tort) le mot bas-relief à toutes les techniques de relief égyptiennes.

## Les hauts-reliefs

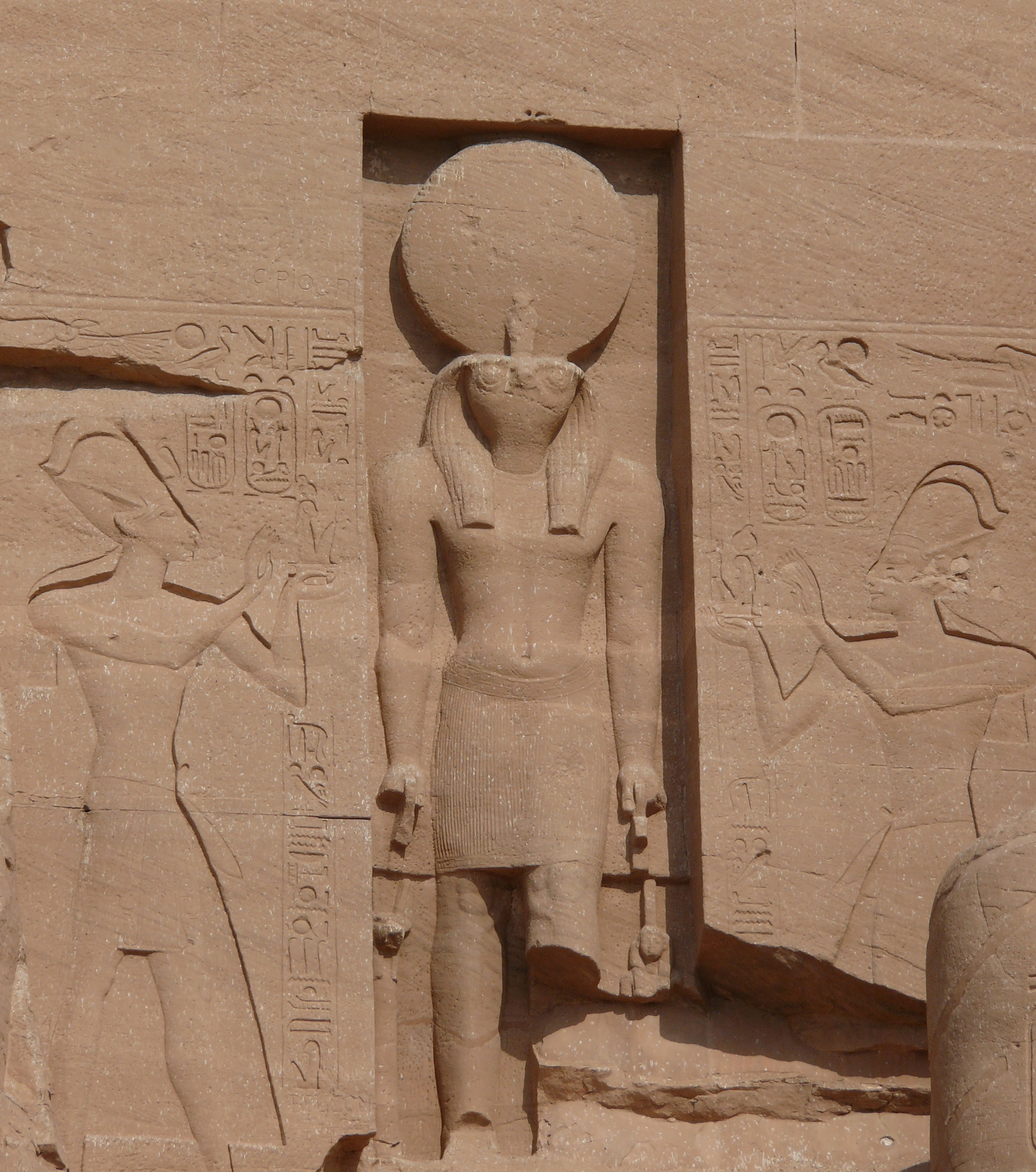
Horus en haut-relief

Dans les hauts-reliefs, la gravure se détache nettement du fond (les trois quarts du volume). C'est une technique qui demande donc beaucoup plus de travail que les autres.
Dans l'image ci-contre, le dieu Rê-Horakhty, représenté avec une tête de rapace, est gravé en haut-relief. De part et d'autre, le pharaon Ramsès II faisant offrande de maât est, lui, en relief en creux.

## Les reliefs en creux

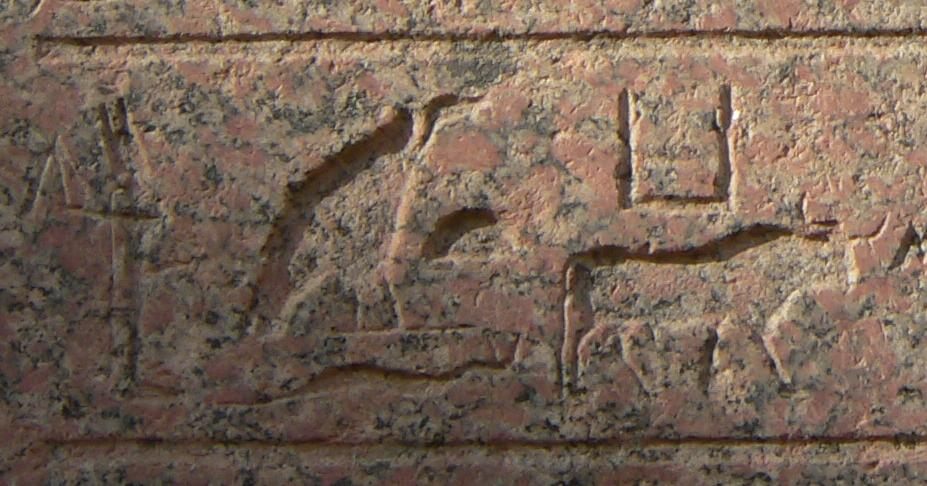
Incises

La technique du relief en creux consiste à créer des volumes par le creusement en profondeur. Les parties normalement les plus saillantes sont creusées le plus profondément. Apparus à l'époque amarnienne, les reliefs en creux subsisteront durant la période ramesside. C'est la technique la moins coûteuse. Elle a aussi l'avantage de bien « accrocher » la lumière et est donc souvent préférée aux autres pour les reliefs exposés à la lumière du jour.
On trouve parfois, dans une même scène, des reliefs en creux associés à des bas-reliefs.

### Le relief incisé

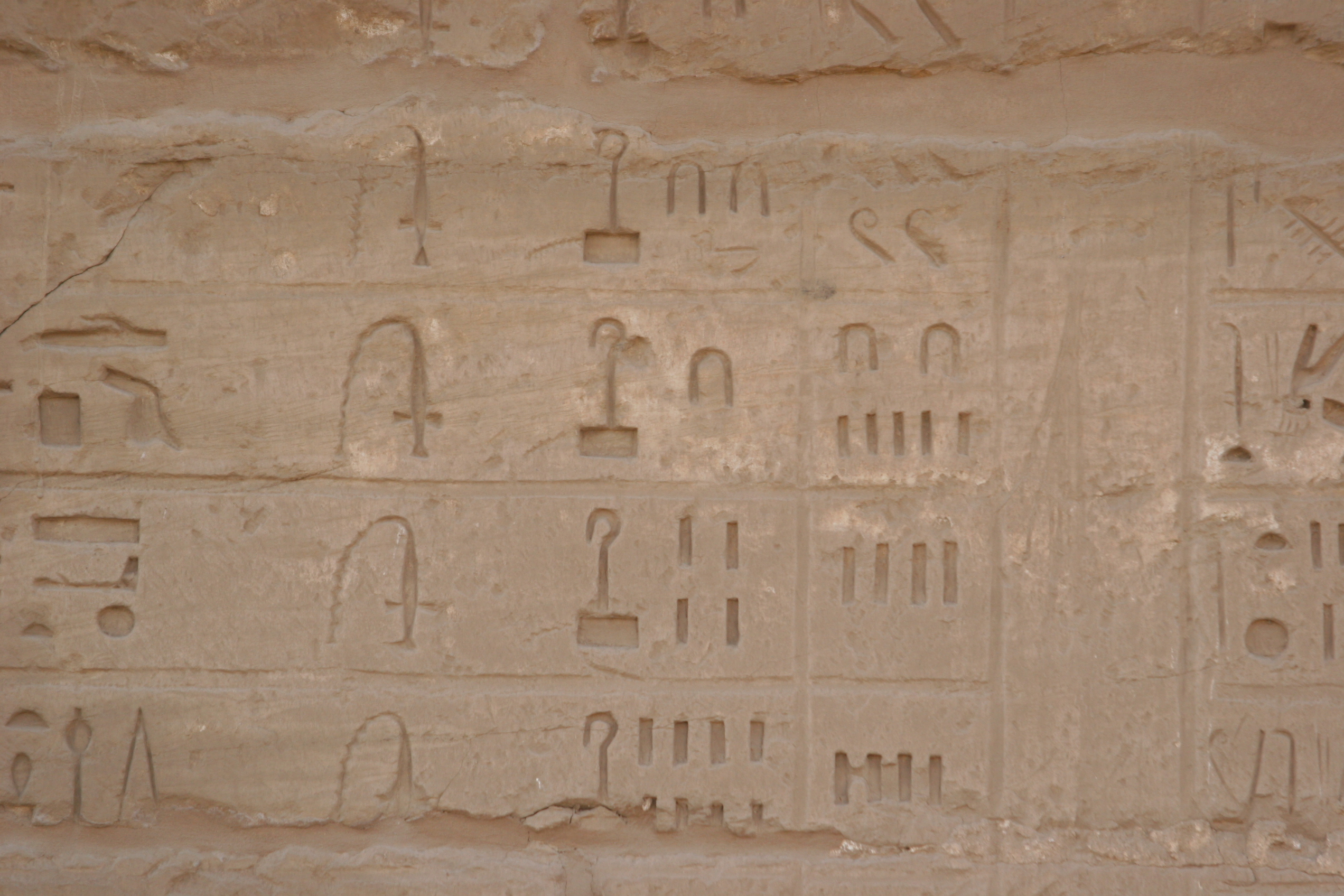
Incise pure et simple

Le travail consiste à dégager le motif par un faible creux régulier (plat) ou à le tracer en l'incisant. Les parties creusées correspondent au motif, comme s'il avait été peint par un dessinateur de hiéroglyphes. On pourrait alors utiliser le relief comme un moule.

### Relief en creux véritable
C'est une pratique très courante :

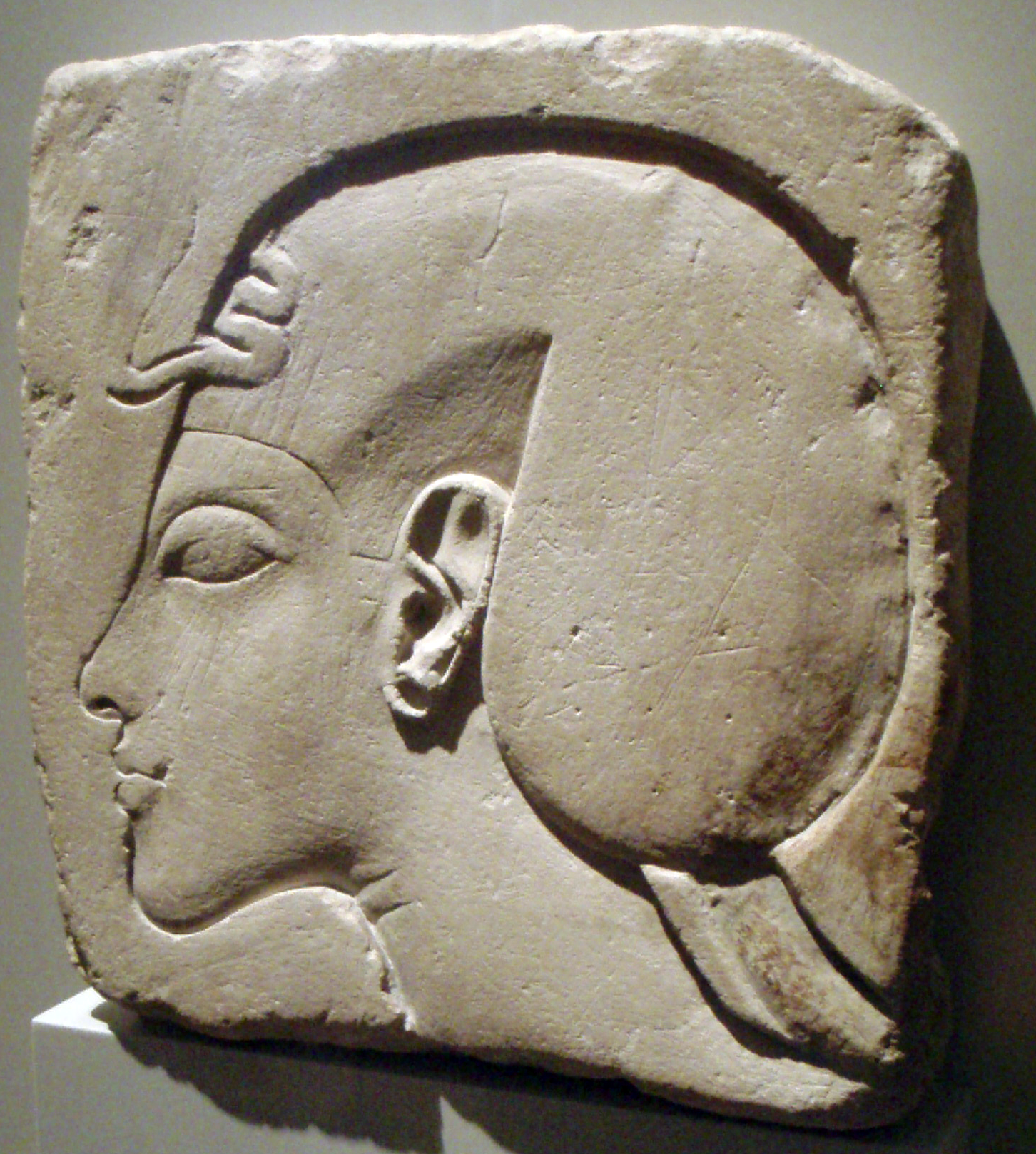
Profil d'Akhenaton. Calcaire (?), relief en creux. Amarna, v. 1340. Musée égyptien de Berlin

Ici, le relief est dans le mur, il n'en dépasse pas. Le travail consiste à dégager les motifs en relief dans une « cuvette » dont les contours sont nettement creusés pour une bonne lisibilité. Ce qui est beaucoup plus simple que de dégager toute la surface autour du sujet comme pour les bas-reliefs et hauts-reliefs. Dans l'exemple du portrait d'Akhénaton du Musée de Berlin, le motif de l'oreille est dégagé dans « cuvette », et les contours du profil sont profondément creusés. Ceci n'empêche pas une très grande subtilité dans le travail du sculpteur.

### Le relief à céramique
Il existait aussi un procédé de relief consistant à incruster des faïences égyptiennes qui faisaient saillies sur le support